# Провулок Павла Грабовського (Київ)
Прову́лок Павл́а Грабо́вського  — провулок у Голосіївському районі міста Києва, місцевість Саперна слобідка. Пролягає від провулку Галшки Гулевичівни до вулиці Уласа Самчука.

## Історія
Виник у 50-х роках XX століття під назвою провулок «В». Сучасна назва на честь українського поета та публіциста Павла Грабовського — з 1958 року.